# Lewis Mumford
Lewis Mumford (født 19. oktober 1895, død 26. januar 1990) var en amerikansk arkitekturkritiker og videnskabsmand. Han er især kendt for sine studier af byer og byplanlægning, han havde en temmelig bred karriere som forfatter hvilket også omfattede en periode som indflydelsesrig litteraturkritiker. Mumford var under indflydelse af den skotske teoretiker Patrick Geddes’ arbejde.

## Ekstern henvisning
- Lewis Mumford: A Brief Biography

| USA | Spire Denne biografi om en amerikaner er en spire som bør udbygges. Du er velkommen til at hjælpe Wikipedia ved at udvide den. | Biografi || Autoritetsdata | - WorldCat - VIAF: 12312890 - LCCN: n80067179 - ISNI: 0000 0001 1467 8814 - GND: 118735209 - SELIBR: 265953 - SUDOC: 027042596 - BNF: cb11917220x (data) - BIBSYS: 90072727 - ULAN: 500288833 - NLA: 35368212 - NDL: 00450798 - NKC: skuk0004239 - ICCU: RAVV011152 - BNE: XX1723046 - CiNii: DA00060159 - RKD: 426574 - DSD: Lewis_Mumford |